# Look What You Made Me Do
«Look What You Made Me Do» —en español: «Mira lo que me hiciste hacer»— es una canción escrita e interpretada por la cantante y compositora estadounidense Taylor Swift, incluida en su sexto álbum de estudio, Reputation. Compuesta por Swift, Jack Antonoff, Fred Fairbrass, Richard Fairbrass y Rob Manzoli, la canción es una pista de dance pop, con ritmo palpitante y con abundancia de sintetizadores. El contenido lírico es oscuro y vengativo, hablándole a los enemigos acérrimos de Swift, marcando un diametral cambio de sonido y temática con sus anteriores trabajos, mucho más alegres y tenues. «Look What You Made Me Do» es la sexta pista del álbum y se lanzó el 25 de agosto de 2017 como su primer sencillo, en todos los formatos (digital, streaming y airplay radial) y en Youtube con un video con letras dirigido por Odd. Marcó el regreso de la cantante a la plataforma Spotify.
La canción a sólo horas de ser lanzada rompió el récord de ser el vídeo lyric más visto en la historia de Youtube en su primer día de lanzamiento, con 19 millones de reproducciones, superando la marca de «Something Just Like This» de The Chainsmokers y Coldplay (8 millones). Junto con ello, se convirtió en la canción más escuchada en Spotify en sus primeras 24 horas, con un total de 8 millones de reproducciones, superando el récord de «Shape of You» de Ed Sheeran, que logró 6.8 millones. Posteriormente, luego de que el videoclip oficial fuese lanzado el 27 de agosto durante los MTV Video Music Awards, este demoró sólo 5 horas en superar su récord anterior de «Bad Blood» de ser el segundo video musical más visto en un día de VEVO, con 21 millones de visitas (20.917.438 vistas al finalizar las 24 horas). Finalmente, y al terminar las 24 horas desde su estreno, el video de «Look What You Made Me Do» se convirtió en el vídeo más visto en la historia de Youtube en un solo día, con 49.9 millones de reproducciones, superando el récord del surcoreano PSY con «Gentleman» (38.4 millones). 
En su primer día de lanzamiento, con sus 200 000 copias despachadas a 24 horas de su estreno, se convirtió en la segunda canción más vendida digitalmente en un solo día después Adele con Hello.
La canción logró llegar al número #1 en 99 países, entre ellos Australia, Canadá, México, Estados Unidos y Reino Unido, y además logró posicionarse en el top 10 de la mayoría de los países de Europa y América Latina, siendo el segundo hit más rápido del 2017.

## Lanzamiento
El 18 de agosto de 2017, Swift borró todas sus fotografías de sus redes sociales tales como Facebook, Instagram, Twitter y Tumblr, además de dejar de seguir a todas las personas que seguía, lo que provocó rumores de que nueva música de ella llegaría pronto. El 21 de agosto, Swift compartió un vídeo de 10 segundos con la cola de una serpiente en todas sus plataformas sociales. Una segunda parte apareció al día siguiente y el 23 de agosto, subió un tercer teaser mostrando la cabeza de la serpiente. El mismo día, Swift anunció que el primer sencillo de su próximo sexto álbum, titulado Reputation, saldría la noche siguiente. La canción fue lanzada a los servicios de streaming el 24 de agosto y ganó más de ocho millones de visitas dentro de las 24 horas de su lanzamiento en Spotify, rompiendo el récord del streaming más alto de una canción en su primer día. Impactó la radio estadounidense el 29 de agosto de 2017, a través de Big Machine Records.

## Composición
«Look What You Made Me Do» es una combinación entre dance pop  y pop, además, contiene influencias del electropop y ritmos de rap. Hace hincapié en la culpa que se le atribuye a un enemigo, tal como lo dice la parte de «I've got a list of names, and yours is in red, underlined» (en español: «tengo una lista de nombres, y el tuyo está en rojo, subrayado»). En los últimos minutos de la canción, continua con Swift diciendo: «lo siento, la antigua Taylor no puede venir al teléfono en este momento / ¿Por qué? / ¡Oh! Porque ella está muerta».
Richard Fairbrass, Fred Fairbrass y Rob Manzoli, miembros del grupo dance-pop británico Right Said Fred, son acreditados como compositores porque la canción interpola la melodía de su canción «I'm Too Sexy». De acuerdo con Fred Fairbrass, él y su hermano fueron contactados una semana antes del lanzamiento de «Look What You Made Me Do» y se les preguntó si una «gran artista contemporánea que no ha publicado nada por un tiempo (cuya identidad no se les dijo) sería capaz de usar una parte de su canción para su último single». Aunque los hermanos aceptaron un acuerdo, no descubrieron oficialmente que el artista en cuestión era Swift hasta la mañana siguiente al lanzamiento de la canción, pero habían deducido que era ella basada en la descripción que se les había dado. Ambos hermanos Fairbrass dijeron que disfrutaron de la canción; Fred Fairbrass le comentó a Rolling Stone: «Me gusta el aspecto cínico de la letra, porque I'm Too Sexy también lo es, y creo que ella canalizó eso muy bien».

## Recepción

### Comentarios de la crítica
«Look What You Made Me Do» recibió una recepción mixta de los críticos, con algunos elogiando la canción como una bienvenida salida oscura de su trabajo anterior, y otros lo escriben como mezquino y vengativo. USA Today dijo que la reacción polarizante a la canción ilustró la posición de Swift como una «fuerza cultural omnipresente». El telégrafo Randy Lewis elogió la canción, considerando el trabajo de Swift y de Antonoff como «soplando más allá de los clichés de la producción de pistas del palmoteo y de los ganchos syllabic hipecados que proliferaron a través de tarifa del top 40 en años recientes con texturas audazmente inventivas y fresco melódico, acentos sónicos». Él también agregó cómo la pista musical y sonéticamente cambió junto a la letra. Sarah Carson, de Los Angeles Times, escribió una revisión positiva de la canción, diciendo: «El crescendo reverberante se construye y cada vez más deliciosa es la maldad del protagonista amenazador de Swift», alabando a Swift por su exitoso abrazo del personaje villano que los medios han retratado como antes del lanzamiento de la canción. Chris Willman también elogió el abrazo de Swift de una música pop de estilo más oscuro y el conflicto estilístico entre pre-chorus y chorus.Mark Harris de la canción, en el blog de cultura de la revista de Nueva York, pensó en la canción de Swift como un himno del arte pop para la era de Trump en cómo ella reapropia sus feudos públicos como las insignias de autorización del honor sin reconocer su propia responsabilidad o culpa.
Sin embargo, Maura Johnston de The Guardian escribió una crítica negativa de la canción, criticando las letras «descuidadas» y culpando a Swift por no dar un claro contexto en las letras. Brittany Spanos de Rolling Stone creyó que la canción marcó una continuación de la disputa entre Swift y el rapero Kanye West; este último había lanzado Swift anteriormente en su canción «Famous» usando la línea, «Me siento como yo y Taylor todavía podría tener sexo / ¿Por qué? / Hice esa perra famosa». El sencillo fue observado como un trabajo más oscuro, más enojado que lo que Swift había hecho antes. Hugh McIntye de Forbes criticó el cambio de estilo, diciendo que «no suena como [Swift]» y que «puede tener algunas curvas para trabajar». Meaghan Garvey de Pitchfork se refirió a él en una revisión como «una pista de auto-propio incondicional».

### Desempeño comercial
En los Estados Unidos, la canción vendió en sus primeras 24 horas 199,000 copias, siendo la mayor venta digital en un solo día desde Hello de Adele. Junto con ello, recibió cerca de 3.5 millones de streams en Spotify, superando a Shape of You de Ed Sheeran como el mejor desempeño de una canción en su primer día. A solo 4 días de ser lanzada, y sin contar las ventas digitales y el streaming, «Look What You Made Me Do» debutó en el puesto número 77 en el Billboard Hot 100 únicamente gracias al airplay radial (reproducciones en la radio), teniendo la canción una de las mayores y más rápidas subidas en las listas radiales estadounidenses del año. La semana siguiente, en la edición del 5 de septiembre, la canción subió al número #1 del Billboard Hot 100, con ventas superiores a las 353.000 copias y más de 84 millones de streams, siendo una de la subidas más altas en la historia del conteo y convirtiéndose en el quinto número #1 de Taylor Swift en Estados Unidos, además de ser la mayor venta semanal de un sencillo desde que Can't Stop the Feeling! de Justin Timberlake vendiera 379 mil copias.
En el Reino Unido la canción debutó directamente en el puesto 1, siendo el primer número uno de la cantante en dicho país (Shake It Off, I Knew You Were Trouble y Love Story solo alcanzaron el #2). "Look What You Made Me Do" vendió en tierras británicas más de 30,000 copias digitales y acumuló 5.3 millones de streams entre Youtube y Spotify.
En Australia, la canción debutó directamente en el primer puesto, convirtiéndose en el quinto sencillo de Swift en llegar al 1 de la lista australiana, luego de Love Story, Shake It Off, Blank Space y Bad Blood. Adicionalmente, «Look What You Made Me Do» debutó en el número #1 también en Canadá, Escocia, Grecia, Irlanda y Nueva Zelanda, países todos donde el tema lideró los rankings digitales y el streaming.

## Vídeo musical

### Grabación y récords
El video oficial de la canción se estrenó el 27 de agosto de 2017 en el 2017 MTV Video Music Awards. Este rompió el récord de video más visto en 24 horas al alcanzar 49,2 millones de reproducciones en YouTube en su primer día. Se encabezó los 27,7 millones de puntos de vista Major Lazer «Sua Cara» atrajo en ese marco de tiempo, así como los 36 millones de vistas del video de Psy «Gentleman». Fue visto en un promedio de 30.000 veces por minuto en sus primeras 24 horas, con vistas alcanzando más de 3 millones de visitas por hora.
La preparación para el vídeo musical comenzó en enero, mientras que el rodaje tuvo lugar en mayo. El baile fue coreografiado por Tyce Diorio, que había trabajado con Swift en «Shake It Off» antes. El maquillaje de Taylor Swift como zombi fue hecho por Bill Corso. La posproducción del video duró hasta la mañana de su lanzamiento. Un teaser de video de 20 segundos fue lanzado en Good Morning America el 25 de agosto. El teaser, al ser lanzado, fue criticado en Twitter debido a similitudes con el video de «Formación» de Beyoncé. Kahn se dirigió a Twitter para descartar las afirmaciones, declaró que había «trabajado con Beyoncé varias veces», y que el vídeo musical no está en el camino de su «espacio de arte». Kahn también comentó que el vídeo se deriva de «un obsceno vídeo de K-pop hecho en una prisión de Corea del Norte en 2006», refiriéndose a cuando fue acusado de plagiar el vídeo «Come Back Home» de 2NE1 con «Bad Blood» en 2015.
También se reveló que los diamantes utilizados en una escena eran auténticos. Los diamantes, prestados por el joyero de la celebridad Neil Lane, se dice que vale más de $ 10 millones, por lo tanto, disparando medidas de seguridad estrictas. A partir de octubre de 2017, el vídeo tiene más de 538 millones de visitas y ha batido el récord del vídeo más rápido para llegar a 200, 300 y 400 millones de visitas en YouTube. Dicho video tiene más de 1.110 mil millones de visitas en YouTube es el 4.º video musical más visto de Swift después de Bad Blood, el cual tiene el 3° lugar, después le sigue «Blank Space» el cual tiene el 2.º lugar y por último está Shake It Off este último mencionado es el vídeo musical más visto de Swift en dicha plataforma sacando el 1.º lugar de los videos musicales de Swift. Es el 31.º video más apreciado en YouTube.

### Sinopsis
El vídeo comienza con un zombi Swift que se arrastra fuera de una tumba, donde la lápida lee "Aquí yace la reputación de Taylor Swift", y cavando otra tumba para sí misma. La siguiente escena muestra a Swift en una bañera llena de diamantes. Luego se ve sentada en un trono mientras las serpientes la rodean y sirven té. Swift más tarde se estrella en su coche contra un poste y canta el coro de la canción sosteniendo un Grammy mientras los paparazzi toman fotos. También se le ve moviéndose dentro de una jaula, robando un banco y dirigiendo una pandilla de motocicletas. Después, reúne a un grupo de mujeres en "Squad U" y baila con un grupo de hombres en otra habitación. Al final del vídeo, varias versiones de la imagen pública de Swift se pelean entre sí, describiéndose unas a otras como "tan falsas" y "jugando a la víctima", terminando con una diciendo "Me gustaría mucho ser excluida de esta narración", a lo cual las otras iteraciones le gritan a "callarse" al unísono, mientras que la versión de Swift las mira en el fondo, en silencio.

### Análisis
El vídeo contiene numerosos significados ocultos y referencias. En la escena de apertura, hay una lápida sutil de "Nils Sjöberg" mostrada cuando Swift está excavando una tumba, haciendo referencia al seudónimo que utilizó para un crédito de composición en el sencillo de 2016 de Calvin Harris «This Is What You Came For» (juicio de demanda por los derechos de la canción). Del mismo modo, Swift, enmascarada como una versión cadavérica de sí misma en el vídeo musical «Out Of The woods», fue mostrada cavando una tumba para ella en un vestido Met Gala 2014 (lo cual significa que esa Taylor Swift está muerta), un evento que caracterizó su primera aparición pública con el pelo corto. Un solo billete de un dólar en la bañera llena de diamantes en los que se baña también fue especulado para simbolizar el dólar que le concedieron por ganar un juicio por agresión sexual. Las interpretaciones para la escena de la bañera eran contrastantes. Algunos creen que es una respuesta a la declaración de medios de comunicación que "llora en una bañera de mármol rodeada de perlas", mientras que otros lo consideraron una burla al robo de joyas de Kim Kardashian en 2016 pues a esta le robaron sus diamantes y la dejaron atada en una bañera.
En una escena separada, Swift se muestra sentada encima de un trono de oro, donde una talla de una frase "Et tu, Brute?" se podía ver en el reposabrazos una referencia al drama de William Shakespeare Julio César. El infame título de Swift como "serpiente" durante su hiato también fue representado cuando una serpiente se desliza sobre el trono para servir a Swift un poco de té (lo que querría insinuar que sus haters realmente son esclavos de ella). Cuando el coche de Swift se estrelló, algunos especularon que podría ser un golpe en Katy Perry, ya que el peinado de Swift es similar al de Perry en la escena. El coche deportivo también es una reminiscencia de un coche en Perry «Waking Up in Vegas» video. Ella también está llevando a cabo un premio de Grammy en la escena, una referencia posible al hecho de que Perry nunca ha ganado ningunos Grammys a pesar de nombramientos múltiples. La retirada de Swift de todo su catálogo de música de los servicios de streaming se insinuó cuando Swift y su tripulación asaltan y destruyen de una compañía de streaming en el vídeo (Taylor Swift retiró toda su música de la plataforma Spotify en 2015).
La rápida reunión en el "Escuadrón U" también se dijo que era una respuesta a los medios de doblaje de sus amigos cercanos como un "escuadrón". Durante el segundo coro, Swift se puede ver con ocho hombres (Sus 8 exnovios famosos) cada uno de los cuales reveló una parte superior de la cosecha del "corazón I" después de desabotonar una chaqueta. Esta escena es un homenaje aparente a su exnovio Tom Hiddleston, que fue visto llevando una camiseta "I Heart TS" cuando eran pareja. Los ocho bailarines de respaldo también pueden haber sido una posible referencia a la idea de que Swift ha tenido ocho exnovios durante su carrera. Swift también se vio de pie sobre una pila de sus otras iteraciones, reiterando la idea de que ella está dejando a su yo pasado detrás. La camisa que una iteración de Swift llevaba en el video «You Belong with Me» también era diferente, con los nombres de sus amigos cercanos, luego una pila de muchas Taylors se asesina entre sí (las Taylors de esta escena están vestidas como ella en los videos «You Belong with Me», «Shake It Off», «Blank Space», «Love Story», «Red», «I Don't Wanna Live Forever», «Our Song», entre muchas otras; están se asesinan entre sí, lo cual da a entender que todas esas Taylors ya están muertas).
En junio de 2016, discutiendo la relación entre ella y Kanye West después de la canción de West «Famous», Swift escribió en Instagram, "Me gustaría mucho ser excluida de esta narración". La misma línea es hablada por una de las iteraciones de Swift al final del vídeo. Ella lleva el mismo vestuario que usó durante los MTV Video Music Awards de 2009, cuando West interrumpió su galardonado discurso para Mejor Vídeo Femenino.

### Reconocimientos
En julio de 2018, este video fue nominado a tres premios MTV Video Music Award.

## Posicionamiento en listas
| País            | Lista                      | Mejor Posición |
| --------------- | -------------------------- | -------------- |
| Australia       | Australia Singles Chart    | 1              |
| Austria         | Ö3 Austria Top 40          | 2              |
| Alemania        | German Youth Airplay Chart | 3              |
| Canadá          | Canadian Hot 100           | 1              |
| Chile           | Chile Singles Chart        | 5              |
| Escocia         | Official Singles Charts    | 1              |
| Eslovaquia      | Singles Top 100            | 1              |
| Francia         | SNEP                       | 4              |
| Grecia          | Greece Digital Songs       | 1              |
| Hungría         | FIMI                       | 3              |
| Irlanda         | IRMA                       | 1              |
| Italia          | FIMI                       | 3              |
| Japón           | Japan Hot 100              | 7              |
| Noruega         | VG-lista Top 20            | 6              |
| Nueva Zelanda   | NZ Top 40                  | 1              |
| Reino Unido     | UK Singles Chart           | 1              |
| República Checa | Singles Top 100            | 1              |
| Suecia          | Sweden Singles Chart       | 7              |
| Suiza           | Schweizer Hitparade Top 75 | 6              |
| Estados Unidos  | Billboard Hot 100          | 1              |

## Certificaciones
| País (Organismo certificador) | Certificaciones | Ventas certificadas |
| ----------------------------- | --------------- | ------------------- |
| Australia (ARIA)              | Platino         | 120 000             |
| Canadá (Music Canada)         | Platino         | 100 000             |
| Italia (FIMI)                 | Oro             | 50 000              |
| Nueva Zelanda (RIANZ)         | Oro             | 40 000              |
| Reino Unido (BPI)             | Platino         | 600 000             |
| Estados Unidos (RIAA)         | 4x Platino      | 4 000 000           |

## Premios y nominaciones
| Año  | Premiación                | Categoría                  | Resultado | Ref.   |
| ---- | ------------------------- | -------------------------- | --------- | ------ |
| 2017 | MTV Europe Music Awards   | Mejor Vídeo                | Nominado  | [ 23 ] |
| 2017 | NRJ Music Awards          | Vídeo del Año              | Nominado  | [ 24 ] |
| 2018 | iHeartRadio Music Awards  | Mejor Videoclip            | Nominado  | [ 25 ] |
| 2018 | iHeartRadio Music Awards  | Mejor Letra                | Nominado  | [ 25 ] |
| 2018 | Kids' Choice Awards       | Canción Favorita           | Nominado  | [ 26 ] |
| 2018 | MTV Video Music Awards    | Mejor Dirección Artística  | Nominado  | [ 27 ] |
| 2018 | MTV Video Music Awards    | Mejor Edición              | Nominado  | [ 27 ] |
| 2018 | MTV Video Music Awards    | Mejores Efectos Especiales | Nominado  | [ 27 ] |
| 2018 | NME Awards                | Mejor Videoclip            | Nominado  | [ 28 ] |
| 2018 | Radio Disney Music Awards | Canción del Año            | Nominado  | [ 29 ] |
| 2018 | Radio Disney Music Awards | Mejor Canción para Cantar  | Nominado  | [ 29 ] |
| 2018 | Teen Choice Awards        | Mejor Canción Femenina     | Nominado  | [ 30 ] |